# Сини-Врых
Сини-Врых (болг. Сини връх) — село в Болгарии. Находится в Пловдивской области, входит в общину Асеновград. Население составляет 11 человек.

## Политическая ситуация
Сини-Врых подчиняется непосредственно общине и не имеет своего кмета.
Кмет (мэр) общины Асеновград — Христо Грудев Грудев (коалиция партий: Граждане за европейское развитие Болгарии (ГЕРБ), ВМРО — Болгарское национальное движение) по результатам выборов в правление общины.